# Киселёв, Николай Иванович (футболист)
Никола́й Ива́нович Киселёв (29 ноября 1946, Кинешма, Ивановская область, РСФСР, СССР) — советский футболист, впоследствии — советский и российский футбольный тренер. Мастер спорта СССР (1968). Заслуженный тренер РСФСР (1989).

## Спортивная биография

### Карьера игрока
Вырос и начал играть в Кинешме. Начинал карьеру в кинешемской «Томне». Главной команде области, «Текстильщику» из Иванова, Киселёв не подошёл. По окончании школы переезжает играть в Северодонецк по приглашению тренера местного клуба «Химик» Евгения Пестова, своего земляка. В 1967 году перешёл в луганскую «Зарю», к тренеру Евгению Горянскому.
Чуть позже знакомые порекомендовали Киселёва главному тренеру московского «Спартака» Никите Симоняну, после чего последовало приглашение в Москву. Сначала выступал за дубль, потом заиграл в основе. В составе команды становился чемпионом и обладателем кубка СССР.
За сборную СССР провёл 14 матчей (1969—1971), участник чемпионата мира по футболу 1970 года.
Из-за травмы спины карьера Киселёва как игрока оказалась непродолжительной.

### Карьера тренера
В 1979 году тренер юниорской сборной СССР на ЧМ-1979 (2-е место, уступили в финале Аргентине 1:3), в 1981 году — главный тренер юниорской сборной СССР, которая выиграла бронзовые медали ЧЕ-82 (юноши до 18 лет).
Дебютировал как клубный главный тренер в 1984 году в белорусском «Гомсельмаше», с которым занял 5-е место (лучшее место клуба в истории чемпионатов СССР). По семейным обстоятельствам переехал в Липецк, где год работал с местным «Металлургом». Потом была недолгая командировка в Самарканд.
В 1989 году по линии «Совинтерспорта» уехал работать тренером в ОАЭ. В 1989—1993 годах работал техническим директором, в 1994—1995 годах — тренером. Главным тренером не стал, поскольку руководство клуба не хотело подписывать контракт на условиях Киселёва.
В 1996 году вернулся в Россию на должность главного тренера в саратовский клуб «Сокол-ПЖД». Тренировал «Орёл» и московский «Спартак-2». В 2004 году возглавлял дублирующий состав раменского «Сатурна», с которым занял 3-е место в Турнире дублёров РФПЛ.
В 2006 году подписал контракт с армянским «Бананцом» по системе «1+1». В конце года покинул клуб («Бананц» занял 2-е место в чемпионате Армении и неудачно выступил в Кубке Армении и Кубке УЕФА).
В сентябре 2007 года возглавил фарм-клуб раменского «Сатурна» — «Сатурн-2». В сентябре 2008 года его сменил Михаил Белов.
В 2010 году был главным тренером ФК «Русичи» (Орёл). По окончании сезона 2010 был отправлен в отставку. Исполняющим обязанности стал Игорь Лузякин.
Старший тренер ГБУ ФК ФШМ Москомспорта.

## Достижения

### В качестве игрока
- Чемпион СССР: 1969
- Обладатель Кубка СССР: 1971
- Четырежды включался в список 33-х лучших чемпионата СССР.

### В качестве тренера
- Чемпион Ливана: 1993/94[9]